# Ilsa Reinhardt
Ilsa Reinhardt (* 29. Juli 1911 in Berlin; † 10. September 2010 in Stade) war eine deutsche Politikerin (DP, CDU). Sie war von 1947 bis 1974 Abgeordnete des Niedersächsischen Landtags.

## Leben
Reinhardt arbeitete zunächst als kaufmännische Angestellte und war später als Sachbearbeiterin beim Rundfunk in Stade tätig. Nach dem Zweiten Weltkrieg trat sie in die Niedersächsische Landespartei (NLP) ein, aus der später die Deutsche Partei (DP) hervorging. Sie war 1946/47 Mitglied des Ernannten Niedersächsischen Landtages und wurde anschließend in den Niedersächsischen Landtag gewählt, dem sie bis 1974 angehörte. Anfang der 1960er-Jahre wechselte sie zur CDU über. Dort gehörte sie dem Kreis- und dem Bezirksvorstand an. Im Landtag war Reinhardt unter anderem Vorsitzende des Ausschusses für Jugend und Sport.
Neben ihrer parlamentarischen Arbeit engagierte sie sich als Stader Ortsverbandsvorsitzende und als niedersächsische Landesverbandsvorsitzende des Deutschen Evangelischen Frauenbundes (DEF). Reinhardt war auch Ehrenvorsitzende des DEF-Landesverbandes Niedersachsen. Sie war von 1975 bis 1979 zudem Vorsitzende des Landesfrauenrates. Reinhardt war Ehrenmitglied des CDU-Bezirksverbandes Elbe-Weser.

## Ehrungen
- Großes Verdienstkreuz des Niedersächsischen Verdienstordens[7]
- 1966: Großes Verdienstkreuz der Bundesrepublik Deutschland[8]
- 1971: Professor-Piest-Medaille[9]
- 1974: Niedersächsische Landesmedaille